# Louise Conte
Pour les articles homonymes, voir Conte (homonymie).
Louise Conte est une actrice française, sociétaire honoraire de la Comédie-Française, née le 25 juillet 1923 à Enghien-les-Bains (Seine-et-Oise) et morte le 19 octobre 1995 à Château-Thierry (Aisne).

## Biographie
Engagée dès 1943 à la Comédie-Française Louise Conte en devient, à partir de 1948, sociétaire. Puis, elle est nommée sociétaire honoraire en 1970, ce qui lui permet de continuer à s'y produire.
Lors d'une tournée de représentation de La Machine infernale de Jean Cocteau pour la saison 1953-1954, elle croise le chemin de l'acteur dramatique Hubert Rouchon . qui deviendra son compagnon. Alors qu'elle poursuit sa carrière d'actrice il se tourne vers l'écriture et le dessin. Le couple fera dans le petit village de Guiseniers l'acquisition d'une propriété que Louise baptisera Les Étonnements. Trop isolés de la capitale, ils s'installèrent finalement à Enghien-les-Bains au 23-25 de la rue des Thermes.

## Filmographie

### Cinéma
- 1945 : Boule de Suif de Christian-Jaque - la comtesse de Bréville
- 1949 : Occupe-toi d'Amélie de Claude Autant-Lara - Irène
- 1949 : Prélude à la gloire de Georges Lacombe - Madame Dumonteix
- 1951 : L'Étrange Madame X de Jean Grémillon  - Angèle
- 1957 : L'Amore più bello de Glauco Pellegrini
- 1962 : Quand la colère éclate (Sgarro, Lo) de Silvio Siano
- 1976 : Un éléphant ça trompe énormément d'Yves Robert - Marraine
- 1988 : La vie est un long fleuve tranquille de Étienne Chatiliez - la Grand Mère Le Quesnoy

### Télévision
- 1967 : L'Arlésienne : téléfilm de Pierre Badel - Rose Mamaï, la mère
- 1968 : Au théâtre ce soir : Feu la mère de madame de Georges Feydeau, mise en scène Jacques Charon, réalisation Pierre Sabbagh, Théâtre Marigny (Spectacle de la Comédie-Française) - Annette
- 1968 : Le Tribunal de l'impossible : Les Rencontres du Trianon ou La dernière rose de Roger Kahane - miss Moberly
- 1971 : Crime et Châtiment, téléfilm de Stellio Lorenzi
- 1972 : Une brune aux yeux bleus, téléfilm de Lazare Iglesis - Armandine
- 1974 : Nouvelles de Henry James (série télé) :  segment Un jeune homme rebelle de Paul Seban - miss Wingrave
- 1974 : Mystère sur la 2 ("Malaventure") (série télé) :  (segment Dans l'intérêt des familles) - Mme Mortier
- 1975 : La Berthe, téléfilm de Philippe Joulia - Marie Delmotte
- 1976 : La Folle de Chaillot, téléfilm de Gérard Vergez - la folle de la Concorde
- 1976 : Un jeune homme rebelle, téléfilm de Paul Seban - Mlle Wingrave
- 1978 : Les Amours sous la Révolution : Quatre dans une prison, téléfilm de Jean-Paul Carrère - Mme de Crégu
- 1980 : La Folle de Chaillot, téléfilm de Georges Paumier - la folle de la Concorde
- 1980 : Messieurs les jurés, L'Affaire Vico de Jean-Marie Coldefy
- 1980 : Mathieu, Gaston, Peluche, téléfilm de Bernard-Roland
- 1981 : Anthelme Collet ou le Brigand gentilhomme de Jean-Paul Carrère (feuilleton téléfilm) : la mère supérieure
- 1981 : Ursule Mirouët, téléfilm de Marcel Cravenne - Mme de Portenduere
- 1982 : Le Secret des Andrônes, téléfilm de Sam Itzkovitch - Constance

## Théâtre
- 1943 : Suréna de Corneille, mise en scène Maurice Escande, Comédie-Française
- 1944 : Le Malade imaginaire de Molière, mise en scène Jean Meyer, Comédie-Française
- 1944 : Esther de Racine, mise en scène Georges Le Roy, Comédie-Française
- 1944 : Ruy Blas de Victor Hugo, mise en scène Pierre Dux, Comédie-Française
- 1944 : Le Soulier de satin de Paul Claudel, mise en scène Jean-Louis Barrault, Comédie-Française
- 1945 : Phèdre de Racine, mise en scène Jean-Louis Barrault, Comédie-Française
- 1947 : Les Femmes savantes de Molière, mise en scène Jean Debucourt, Comédie-Française
- 1948 : Renaud et Armide de Jean Cocteau, mise en scène de l'auteur, Comédie-Française
- 1949 : Suréna de Corneille, mise en scène Maurice Escande, Comédie-Française
- 1949 : Jeanne la Folle de François Aman-Jean, mise en scène Jean Meyer, Comédie-Française au Théâtre de l'Odéon
- 1949 : L'Homme de cendres d'André Obey, mise en scène Pierre Dux, Comédie-Française au Théâtre de l'Odéon
- 1951 : Madame Sans-Gêne de Victorien Sardou, mise en scène Georges Chamarat, Comédie-Française
- 1952 : Britannicus de Racine, mise en scène Jean Marais, Comédie-Française, rôle d'Albine
- 1952 : Hernani de Victor Hugo, mise en scène Henri Rollan, Comédie-Française
- 1953 : La Machine infernale de Jean Cocteau, mise en scène de l'auteur, Comédie-Française
- 1954 : Port-Royal d'Henry de Montherlant, mise en scène Jean Meyer, Comédie-Française
- 1955 : Suréna de Corneille, mise en scène Maurice Escande, Comédie-Française
- 1958 : Le Malade imaginaire de Molière, mise en scène Robert Manuel, Comédie-Française
- 1960 : Le Cardinal d'Espagne d'Henry de Montherlant, mise en scène Jean Mercure, Comédie-Française
- 1963 : La Mort de Pompée de Corneille, mise en scène Jean Marchat, Comédie-Française
- 1964 : Cyrano de Bergerac d'Edmond Rostand, mise en scène Jacques Charon, Comédie-Française
- 1965 : La Rabouilleuse d'Émile Fabre d'après Honoré de Balzac, mise en scène Paul-Émile Deiber, Comédie-Française
- 1965 : Rodogune de Pierre Corneille, mise en scène de Jacques Eyser, Théâtre de Paris
- 1966 : Le Mariage de Kretchinsky d'Alexandre Soukhovo-Kobyline, mise en scène Nicolas Akimov, Comédie-Française
- 1967 : La Commère de Marivaux, mise en scène Michel Duchaussoy, Comédie-Française
- 1967 : Cyrano de Bergerac d'Edmond Rostand, mise en scène Jacques Charon, Comédie-Française
- 1969 : Œdipe roi de Sophocle, mise en scène Maurice Guillaud, Festival de Bellac
- 1970 : Le Soir du conquérant de Thierry Maulnier, mise en scène Pierre Franck, Théâtre Hébertot
- 1971 : La Guerre de Troie n'aura pas lieu de Jean Giraudoux, mise en scène Jean Mercure, Théâtre de la Ville, Festival d'Avignon
- 1971 : Électre de Jean Giraudoux, mise en scène Andréas Voutsinás, Festival de Bellac
- 1974 : La Maison de Bernarda de Federico García Lorca, mise en scène Robert Hossein, Comédie-Française
- 1975 : La Folle de Chaillot de Jean Giraudoux, mise en scène Gérard Vergez, Théâtre de l'Athénée
- 1975 : L'Arlésienne d'Alphonse Daudet, mise en scène Fernand Ledoux, Festival de Sarlat
- 1976 : Hedda Gabler d'Henrik Ibsen, mise en scène Jean Meyer, Théâtre des Célestins
- 1977 : Port-Royal d'Henry de Montherlant, mise en scène Jean Meyer, Théâtre des Célestins
- 1980 : La Folle de Chaillot de Jean Giraudoux, mise en scène Michel Fagadau, Comédie-Française
- 1981 : Médée d'Euripide, mise en scène Jean Gillibert, Comédie-Française
- 1983 : Six personnages en quête d'auteur de Luigi Pirandello, mise en scène Jean Meyer, Théâtre des Célestins
- 1984 : Tartuffe de Molière, mise en scène Jean Meyer, Théâtre des Célestins
- 1984 : Coriolan de William Shakespeare, mise en scène Jean Meyer, Théâtre des Célestins
- 1984 : Brocéliande de Henry de Montherlant, mise en scène Jean Meyer, Théâtre des Célestins
- 1989 : Port-Royal d'Henry de Montherlant, mise en scène Raymond Gérôme, Théâtre de la Madeleine

## Distinctions

### Décoration
- Chevalier de l'ordre des Arts et des Lettres depuis le 12 octobre 1965